# Исраилов, Сайд-Ахмед Вахидович
Сайд-Ахмед Вахидович Исраилов (чечен. Исраилан ВахӀиди КӀант Сайд-Ахьмад; 31 января 1936 года, Таузен, Чечено-Ингушская Республика, СССР — 7 апреля 2020 года, Грозный, Чеченская Республика, Российская Федерация) — российский ученый-математик, кандидат физико-математических наук, профессор кафедры математического анализа ЧПГУ (1990—2020).

## Биография
Родился 31 января 1936 года в селении Таузен, ныне с. Тевзана в Веденском районе Чечни. Читать и писать научился рано, благодаря своему брату — учителю начальных классов, и дяде, который был известным муллой в округе
После выселения чеченцев семья Исраиловых оказалась в селе, расположенном в Чуйском районе Джамбульской области Казахской ССР. Там от голода и разных болезней умерли его младший брат, сестра и отец.
В десятилетнем возрасте поступил в среднюю школу Чуйского района, где обучения велось на казахском языке. Вскоре Сайд-Ахмед освоился новым условиям, научившись писать и читать на казахском языке. Позднее перевёлся в школу соседнего села, которую окончил с серебряной медалью. После школы поступил на физико-математический факультет Казахского университета.
Получив диплом, в 1959 году вернулся в Чечено-Ингушскую Республику. Спустя год поступил в очную аспирантуру Азербайджанского государственного университета по кафедре дифференциальных и интегральных уравнений.
В 1964 году защитил кандидатскую диссертацию, став первым чеченским математиком-ученым. Затем, до 1990 года преподавал на разных должностях в Чечено-Ингушском государственном университете. За время работы был трижды уволен по причине принадлежности к коренному населению ЧИАССР.
С 1990 года профессор кафедры математического анализа Чеченского государственного педагогического университета.
Сайд-Ахмед является учёным, впервые разработавшим научные проблемы в теории краевых задач для обыкновенных дифференциальных уравнений.
Умер 7 апреля 2020 года.

## Основные работы
- О теоремах существования решения сингулярной задачи Коши-Николетти для системы ОДУ;
- Об одном классе сингулярных дифференциальных уравнений;
- Многоточечная краевая задача обшей структуры для бесконечной системы ОДУ;
- Краевые задачи для дифференциальных уравнений с многоточечными сингулярностями;
- Многоточечные и функциональные краевые задачи для бесконечных систем обыкновенных уравнений;
- Операторная краевая задача для дифференциального уравнения в банаховом пространстве;
- Многоточечные и функциональные краевые задачи для сингулярных дифференциальных уравнений;
- Краевые задачи для сингулярных дифференциальных уравнений с разрывными решениями;
- Переопределенные краевые задачи для сингулярных дифференциальных уравнений;
- Краевые задачи для обыкновенных дифференциальных уравнений с сингулярными интегральными условиями;
- Краевые задачи общих структур для обыкновенных дифференциальных уравнений: системы и обыкновенные дифференциальные уравнения высших и бесконечного порядка;
- Математическое моделирование процессов адсорбции и кристаллизации;
- Применение теории о бесконечных определителях А. Пуанкаре и Ф. Коха для решения дифференциальных уравнений бесконечного порядка с постоянными и переменными коэффициентами[3].